# United States Supreme Court Building
United States Supreme Court Building är en byggnad i området United States Capitol Complex i den amerikanska huvudstaden Washington, D.C. och som används av USA:s högsta domstol. Den ägs och underhålls av den federala myndigheten Architect of the Capitol. Byggnaden ritades av arkitekten Cass Gilbert men han avled under konstruktionen av Supreme Court Building, hans son Cass Gilbert, Jr. och John R. Rockart tog över arkitektansvaret och byggnaden stod färdig 1935.
Byggnaden övervakas av domstolens egna polismyndighet Supreme Court of the United States Police.